# Dantaye Gilbert
Dantaye Gilbert (3 dicembre 2004) è un calciatore trinidadiano, centrocampista del Jong PSV e della nazionale trinidadiana.

## Carriera

### Club
Gilbert ha iniziato la sua carriera a Trinidad & Tobago con il San Juan Jabloteh. Il 4 settembre 2023 è stato acquistato dal PSV che lo ha subito assegnato alla propria seconda squadra. Ha debuttato undici giorni dopo nell'incontro di Eerste Divisie perso 3-1 contro il De Graafschap ed il 6 ottobre seguente ha segnato il suo primo gol contro il MVV.

### Nazionale
Ha debuttato con la  nazionale trinidadiana l'8 giugno 2024 nell'incontro di qualificazione per il campionato mondiale 2026 vinto 7-1 contro le Bahamas.

## Statistiche

### Presenze e reti nei club
Statistiche aggiornate al 8 giugno 2024.
| Stagione        | Squadra         | Campionato      | Campionato | Campionato | Coppe nazionali | Coppe nazionali | Coppe nazionali | Coppe continentali | Coppe continentali | Coppe continentali | Altre coppe | Altre coppe | Altre coppe | Totale | Totale | Totale |
| Stagione        | Squadra         | Comp            | Pres       | Reti       | Comp            | Pres            | Reti            | Comp               | Pres               | Reti               | Comp        | Pres        | Reti        | Pres   | Reti   |        |
| --------------- | --------------- | --------------- | ---------- | ---------- | --------------- | --------------- | --------------- | ------------------ | ------------------ | ------------------ | ----------- | ----------- | ----------- | ------ | ------ | ------ |
| 2023-2024       | Jong PSV        | 1D              | 18         | 5          |                 | -               | -               |                    | -                  | -                  |             | -           | -           | 18     | 5      |        |
| Totale carriera | Totale carriera | Totale carriera | 18         | 5          |                 | -               | -               |                    | -                  | -                  |             | -           | -           | 18     | 5      |        |

### Cronologia presenze e reti in nazionale
| Cronologia completa delle presenze e delle reti in nazionale ― Trinidad e Tobago | Cronologia completa delle presenze e delle reti in nazionale ― Trinidad e Tobago | Cronologia completa delle presenze e delle reti in nazionale ― Trinidad e Tobago | Cronologia completa delle presenze e delle reti in nazionale ― Trinidad e Tobago | Cronologia completa delle presenze e delle reti in nazionale ― Trinidad e Tobago | Cronologia completa delle presenze e delle reti in nazionale ― Trinidad e Tobago | Cronologia completa delle presenze e delle reti in nazionale ― Trinidad e Tobago | Cronologia completa delle presenze e delle reti in nazionale ― Trinidad e Tobago |
| Data                                                                             | Città                                                                            | In casa                                                                          | Risultato                                                                        | Ospiti                                                                           | Competizione                                                                     | Reti                                                                             | Note                                                                             |
| -------------------------------------------------------------------------------- | -------------------------------------------------------------------------------- | -------------------------------------------------------------------------------- | -------------------------------------------------------------------------------- | -------------------------------------------------------------------------------- | -------------------------------------------------------------------------------- | -------------------------------------------------------------------------------- | -------------------------------------------------------------------------------- |
| 8-6-2024                                                                         | Basseterre                                                                       | Bahamas                                                                          | 1 – 7                                                                            | Trinidad e Tobago                                                                | Qual. Mondiali 2026                                                              | -                                                                                | 77’                                                                              |
| 6-9-2024                                                                         | Tegucigalpa                                                                      | Honduras                                                                         | 4 – 0                                                                            | Trinidad e Tobago                                                                | CONCACAF Nations League 2024-2025 - 1º turno                                     | -                                                                                | 59’                                                                              |
| 10-9-2024                                                                        | Bacolet                                                                          | Trinidad e Tobago                                                                | 0 – 0                                                                            | Guyana francese                                                                  | CONCACAF Nations League 2024-2025 - 1º turno                                     | -                                                                                | 72’                                                                              |
| 14-10-2024                                                                       | Bacolet                                                                          | Trinidad e Tobago                                                                | 3 – 1                                                                            | Cuba                                                                             | CONCACAF Nations League 2024-2025 - 1º turno                                     | 1                                                                                | 71’                                                                              |
| 21-3-2025                                                                        | Santiago di Cuba                                                                 | Cuba                                                                             | 1 – 2                                                                            | Trinidad e Tobago                                                                | Qual. Gold Cup 2025                                                              | -                                                                                | 81’                                                                              |
| 25-3-2025                                                                        | Couva                                                                            | Trinidad e Tobago                                                                | 4 – 0                                                                            | Cuba                                                                             | Qual. Gold Cup 2025                                                              | -                                                                                | 80’                                                                              |
| 27-5-2025                                                                        | Londra                                                                           | Giamaica                                                                         | 3 – 2                                                                            | Trinidad e Tobago                                                                | Amichevole                                                                       | -                                                                                | 78’                                                                              |
| 31-5-2025                                                                        | Brentford                                                                        | Trinidad e Tobago                                                                | 0 – 4                                                                            | Ghana                                                                            | Amichevole                                                                       | -                                                                                | 76’                                                                              |
| Totale                                                                           |                                                                                  | Presenze                                                                         | 8                                                                                |                                                                                  | Reti                                                                             | 1                                                                                |                                                                                  |